# Jasmin Stowers
Jasmin Stowers (née le 23 septembre 1991) est une athlète américaine, spécialiste du 100 mètres haies. Elle la dixième femme la plus rapide de tous les temps sur cette distance.

## Biographie
En début de saison 2015, elle devient championne des États-Unis du 60 m haies à Boston, en 7 s 84. Le 25 avril 2015, elle remporte l'épreuve du 100 m haies des Drake Relays, à Des Moines dans le temps de 12 s 40 (+ 1,5 m/s). Le 15 mai, lors du meeting de Doha, première étape de la Ligue de diamant 2015, elle améliore de nouveau sa meilleure marque personnelle en remportant la course en 12 s 35. Cette performance la place au 9e rang des femmes les plus rapides de l'Histoire sur la distance.
Le 17 mai 2017, elle termine 2e du meeting de Baie-Mahault en 12 s 63. Le 23 juin, elle réalise la meilleure performance mondiale de l'année en demi-finale des Championnats des États-Unis en 12 s 47, mais s'effondre en finale et termine 8e (12 s 94), échouant dans sa qualification aux mondiaux de Londres. 
En 2019, elle est absente de la finale (remportée par Kendra Harrison) des Sélections américaines à Des Moines le 27 juillet, elle n'obtient donc pas non plus son billet pour les Championnats du monde de Doha.

## Palmarès
| Date | Compétition                    | Lieu             | Résultat | Marque  |
| ---- | ------------------------------ | ---------------- | -------- | ------- |
| 2007 | Championnats du monde jeunesse | Ostrava          | 4e       | 13 s 70 |
| 2015 | Ligue de diamant               | Ligue de diamant | 3e       | détails |
| 2016 | Ligue de diamant               | Ligue de diamant | 3e       | détails |
| 2017 | Ligue de diamant               | Ligue de diamant | 7e       | 12 s 95 |

## Records
| Épreuve | Épreuve     | Performance | Lieu   | Date          |
| ------- | ----------- | ----------- | ------ | ------------- |
| Haies   | 60 m haies  | 7 s 84      | Boston | 1er mars 2015 |
| Haies   | 100 m haies | 12 s 35     | Doha   | 15 mai 2015   |